# João da Silva Correia (Romanist)
João da Silva Correia (* 21. Januar 1891 in Espariz; † 1. Juni 1937 in Lissabon) war ein portugiesischer Romanist und Lusitanist.

## Leben
Correia studierte an der Universität Lissabon (Abschluss 1917) und war Gymnasiallehrer, ab 1920 Professor an der Pädagogischen Hochschule, dann Assistent an der Universität. Er wurde dort 1929 promoviert mit der Arbeit O eufemismo e o disfemismo na língua e na literatura portuguesa (in: Arquivo da Universidade de Lisboa, 12, 1927), 1930 habilitiert und Professor mit der Arbeit A rima e a sua acção linguística, literária e ideológica (Lisboa 1930). Er starb im Alter von 46 Jahren.
Er ist nicht zu verwechseln mit dem gleichnamigen Romanautor João da Silva Correia, 1896–1973.

## Werke
- A linguagem da mulher em relação à do homem, Lisboa 1927